# Así Canto Yo
Así Canto Yo es el tercer trabajo discográfico como solista del gran cantautor de la música vallenata Jean Carlos Centeno con el acordeón de Ronal Urbina que salió al mercado el 3 de febrero de 2012 con el sello Codiscos
Jean Carlos Centeno & Ronal Urbina después de tres años regresaron con una producción musical hecha con mucha pasión, un disco que se posicionó como uno los más exitosos en la trayectoria de Jean Carlos. En total son trece canciones donde Centeno agiganto su calidad interpretativa y Urbina mostró toda una etapa creativa nueva donde su acordeón logra grandes niveles de intensidad.
“Así canto yo” marca el regreso de Jean Carlos a Codiscos, su primera casa disquera, después de iniciar su carrera como solista. En este álbum vienen incluidos temas con contenido profundo, con historias de amor convertidas en canciones.
El disco fue grabado en los estudios ABC de Barranquilla y fue distribuido por Codiscos, en la producción estuvo el propio Ronal Urbina y además se destaca la colaboración de otros compositores como "Chiche" Maestre, Luis Egurrola, "Tico" Mercado, Fabián Corrales.

## Lista de canciones
1. Siempre te esperaré
2. Solo a ti te amo
3. Adivinándote
4. Nos confunde el amor
5. Lleno de esperanzas
6. Llegaré
7. Para enamorarme más
8. De taquito
9. El tren
10. La coartada perfecta
11. En tu corazón
12. Se acabaron mis penas
13. Entrada sin salida

- Datos: Q20016749